# Cleptomania
Cleptomania é a incapacidade de resistir ao desejo de roubar itens, geralmente por outros motivos que não o uso pessoal ou ganho financeiro. Descrita pela primeira vez em 1816, a cleptomania é classificada na psiquiatria como um transtorno do controle de impulsos. Algumas das principais características do transtorno sugerem que a cleptomania pode ser um transtorno do espectro obsessivo-compulsivo, mas também compartilha semelhanças com transtornos de dependência e de humor.
O transtorno é frequentemente subdiagnosticado e está regularmente associado a outros transtornos psiquiátricos, principalmente ansiedade, transtornos alimentares, uso de álcool e substâncias. Pacientes com cleptomania são normalmente tratados com terapias em outras áreas devido às queixas comórbidas, em vez de problemas diretamente relacionados à cleptomania.
Nos últimos cem anos, ocorreu uma mudança de intervenções psicoterapêuticas para intervenções psicofarmacológicas para a cleptomania. Tratamentos farmacológicos usando inibidores seletivos de recaptação de serotonina (ISRSs), estabilizadores de humor, antagonistas de receptores opioides e outros antidepressivos, juntamente com terapia cognitivo-comportamental, produziram resultados positivos. No entanto, também houve relatos de cleptomania induzida por inibidores seletivos da recaptação de serotonina (ISRSs).

## Sinais e sintomas
Alguns dos componentes fundamentais da cleptomania incluem pensamentos intrusivos recorrentes, impotência para resistir à compulsão de roubar e a liberação de pressão interna após o ato. Esses sintomas sugerem que a cleptomania pode ser considerada um tipo de transtorno obsessivo-compulsivo.
As pessoas diagnosticadas com cleptomania geralmente apresentam outros tipos de distúrbios envolvendo humor, ansiedade, alimentação, controle de impulsos e uso de drogas. Eles também têm grandes níveis de estresse, culpa e remorso, e problemas de privacidade que acompanham o ato de roubar. Esses sinais são considerados como causadores ou intensificadores de transtornos comórbidos gerais. As características dos comportamentos associados ao roubo também podem resultar em outros problemas, que incluem a segregação social e o uso de substâncias. Os muitos tipos de outros distúrbios que ocorrem frequentemente junto com a cleptomania geralmente tornam o diagnóstico clínico incerto.
Há uma diferença entre o roubo comum e a cleptomania: "o roubo comum (planejado ou impulsivo) é deliberado e motivado pela utilidade do objeto ou seu valor monetário", enquanto na cleptomania, há "a falha recorrente em resistir aos impulsos de roubar itens mesmo que os itens não sejam necessários para uso pessoal ou por seu valor monetário."

## Sociedade e cultura
Roubar frequentemente se torna uma obsessão. Embora as pessoas saibam que podem ser pegas e marcadas para o resto da vida, elas acham difícil largar o hábito. Os principais sintomas incluem a diminuição da resistência de uma pessoa a roubar objetos desnecessariamente, sentindo-se no direito de possuí-los a qualquer custo. Se uma pessoa se livrar do hábito, pode experimentar uma descarga de adrenalina e, para alguns roubos bem-sucedidos, a dopamina é produzida pelo cérebro, podendo afetar a frequência cardíaca e a pressão arterial.